# 구글 검색 콘솔
구글 검색 콘솔(Google Search Console)은 구글의 전 구글 웹마스터들이 개발한 웹 서비스로서, 웹마스터들이 자신들의 웹사이트의 보이는 부분을 최적화하고 인덱싱 상태를 검사할 수 있게 해준다.
2015년 5월 20일까지 이 서비스의 이름은 구글 웹마스터 툴스(Google Webmaster Tools)였다. 2018년 1월, 구글은 새 버전의 검색 콘솔을 선보였으며 사용자 인터페이스의 변경이 포함되었다. 2019년 9월, 홈과 대시보드 페이지를 포함한 오래된 검색 콘솔 보고서가 제거되었다.

## 같이 보기
- 구글 애널리틱스